# Helene Wewerka

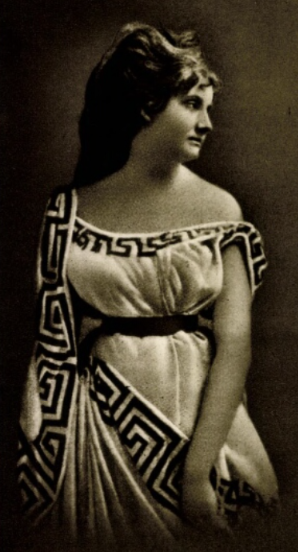
Helene Wewerka als Antigone (um 1875)

Helene Wewerka, verehelichte Winand, (* 9. Februar 1856 in Kolín; † 22. März 1883 in Hamburg) war eine tschechische Theaterschauspielerin.

## Leben
Helene Wewerka, die Nichte des Tschechenführers Karel Sladkovský, war anfangs am Böhmischen Theater Prag (Nationaltheater Prag) und am Karlsbader Stadttheater verpflichtet. 1875 wurde sie von Heinrich Laube, dem damaligen Direktor des Wiener Stadttheaters, in Prag entdeckt und an das Stadttheater Wien verpflichtet, wo sie von Laube selbst sowie von dem Schauspieler und Vortragsmeister Alexander Strakosch ausgebildet wurde.
Sie debütierte am Wiener Stadttheater, wo sie bis 1878 verblieb, erfolgreich als Antigone und trat dort anschließend, „immer mit gleich günstigem Erfolge“ in verschiedenen klassischen, zeitgenössischen und modernen Rollen auf. Im Oktober 1875 spielte sie am Wiener Stadttheater „eine sehr poetische“, „namentlich in der Gerichtsszene mit wirklich ergreifenden Lauten eines tiefen, stark ausbrechenden Gefühls“, Leonore in der Uraufführung des Trauerspiels Corfiz Ulfeldt von Martin Greif, mit dem dieser erstmals als Theaterdichter hervortrat.
In der Spielzeit 1878/79 war sie am Stadttheater Hamburg engagiert. Ab 1879 war sie bis 1882 als Schauspielerin für heldische Rollen am Hoftheater Hannover verpflichtet. 
Wewerka vertrat auf der Theaterbühne das Rollenfach der „Tragischen Liebhaberin“ und „Heldin“. Zu ihren Hauptrollen gehörten: Julia, Hero, Recha, Amalia, Leonore, Luise Miller, Elisabeth von Valois, Maria Stuart, Jungfrau von Orleans, Thekla, sowie die Gräfin Rutland in Laubes Trauerspiel Graf Essex.  
1882 gab sie ihre Karriere auf und heiratete den Schauspieler und Heldendarsteller Hans Winand (1850–1889). Im Gettke’schen „Almanach der Genossenschaft deutscher Bühnenangehöriger für 1883“ ist Wewerka nicht mehr als Schauspielerin verzeichnet.
Wewerka starb 1883 in Hamburg an den Folgen einer Entbindung. Sie soll die erste eingeäscherte Tschechin gewesen sein.